# Carl-Heinz Rühl
Pour les articles homonymes, voir Rühl.
Carl-Heinz Rühl, né le 14 novembre 1939 à Berlin-Kreuzberg (Allemagne) et mort le 30 décembre 2019 à Cologne (Allemagne), est un joueur et entraîneur allemand de football.